# Curse of the Fly
Blestemul Muștei (titlu original: Curse of the Fly) este un film SF de groază britanic din 1965 regizat de Don Sharp. În rolurile principale joacă actorii Brian Donlevy, Carole Gray și George Baker. Este a doua continuare și ultima a filmului Musca  din 1958.

## Prezentare
Filmul prezintă povestea a trei dintre urmașii acelui om de știință care a încercat să perfecționeze o mașină de transport a materiei, dar care a fuzionat cu o muscă atunci când una dintre cele mai mici creaturi a ajuns în transportorul acestuia.
Cei trei urmași ai săi sunt: un fiu, Henri Delambre (Brian Donlevy) și doi nepoți. Fiul dorește să continue munca tatălui său și să perfecționeze mașina în timp ce cei doi fii ai săi doresc să iasă din acest mediu științific și să trăiască o viață mai „normală”. Fiul cel mai mare, Martin (George Baker), decide să își ia o soție, pe Patricia Stanley (Carole Gray) (care tocmai se întâmplă să fi scăpat de la un spital de boli mintale după ce părinții ei au murit). Tatăl lui Martin nu este fericit de această „intruziune”, dar în cele din urmă este de acord pentru că înțelege nevoile fiului lui. Toți încearcă să pară o familie fericită, totul până când sunt descoperiți oameni folosiți în experimente Patriciei și poliția aproape că descoperă laboratorul în timp ce o caută pe soția lui Martin. Toată lumea încearcă să fugă de acolo cu ajutorul transportorului, dar lucrurile nu merg conform planului...

## Distribuție
- Brian Donlevy ca  Henri Delambre
- George Baker ca  Martin Delambre
- Carole Gray ca  Patricia Stanley
- Burt Kwouk ca  Tai
- Yvette Rees ca  Wan
- Michael Graham ca  Albert Delambre
- Mary Manson ca  Judith Delambre
- Charles Carson ca  Inspector Charas
- Jeremy Wilkins ca  Inspector Ronet
- Rachel Kempson ca  Madame Fournier